# Proceratophrys itamari
Espèce
Proceratophrys itamari est une espèce d'amphibiens de la famille des Odontophrynidae.

## Répartition
Cette espèce est endémique du Brésil. Elle se rencontre dans l'État de São Paulo à Campos do Jordão et à Santo Antônio do Pinhal et au Minas Gerais à Passa Quatro entre 1 450 et 2 000 m d'altitude dans la Serra da Mantiqueira.

## Description
Le mâle holotype mesure 36,7 mm. Les mâles mesurent de 31,1 à 42,5 mm et les femelles de 39,5 à 52,3 mm.

## Étymologie
Cette espèce est nommée en l'honneur de l'herpétologue Itamar Alves Martins.

## Publication originale
- Mângia, Santana, Cruz & Feio, 2014 : Taxonomic review of Proceratophrys melanopogon (Miranda Ribeiro, 1926) with description of four new species (Amphibia, Anura, Odontophrynidae). Boletim do Museu Nacional, Nova Serie, Zoologia, vol. 531, p. 1–33 (texte intégral).